# Neu Gülze
Neu Gülze is een gemeente in de Duitse deelstaat Mecklenburg-Voor-Pommeren, en maakt deel uit van het Landkreis Ludwigslust-Parchim.

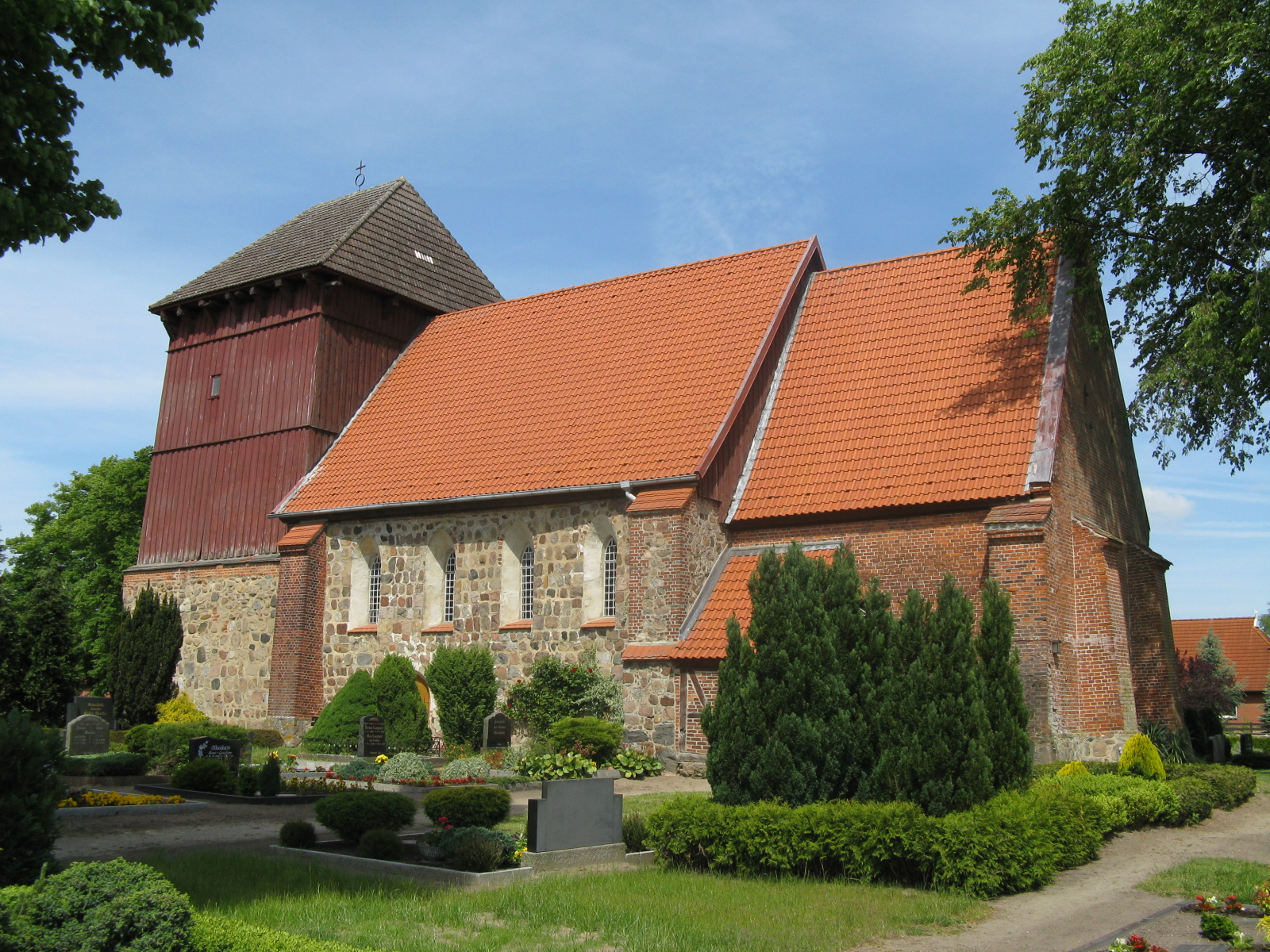
Kerk in Zahrensdorf

Neu Gülze telt 769 inwoners.